# 崔瑩
崔 瑩（さい えい、チェ・ヨン、1316年 - 1388年）は、高麗末期の重臣、名将。諡号は武愍、碑文：高麗盡忠奮佐命安社功臣判密直事大將軍門下侍中贊成事六道都巡察使鐵元府院君諡武愍東州崔公諱瑩之墓三韓國大夫人文化柳氏祔左。崔元直の息子として生まれる。本貫は江原道鉄原郡の鉄原邑である東州崔氏。

## 生涯
少年のころから活力に満ち溢れ、威厳があった。16の時に「黄金を石ころのように思う人間となれ」と崔瑩の家系に伝わる家訓を遺言として父は死んだ。崔瑩は生涯この教えを守り、清く私欲のない人生を送った。
武臣として倭寇討伐で功を挙げ、朝廷の近衛兵隊長となり、1352年には、朝廷に反逆し権力を手中に収めていた趙新日を滅ぼし武名を轟かせた。1354年、相次ぐ反乱に苦しんでいた元からの救援要請を受け、高麗は精兵2000を送り支援した。この援軍は至る所で武勲をたて、特に崔瑩は元にもその名を知られるようになった。1355年、高麗の第三十一代国王恭愍王は元の衰退に乗じて反元運動を展開した。崔瑩は王の命を受け、元に占領されていた鴨緑江西域の八つの軍事基地を奪還し、また、元の双城を攻撃して咸鏡道一帯を収復した。1358年、倭寇（前期倭寇）が侵入してきたので、崔瑩は迅速に出陣して倭船400隻に勝った。あくる年の1359年には北部の国境付近が乱れ、中国で盛んになった紅巾軍が約4万の軍勢で高麗に侵攻してきたため、安祐・李芳実らと共に迎え撃ち、殆ど全滅させ、左散騎常侍などに叙せられた。1361年、紅巾軍が10万という大軍で再び侵攻してきたが、崔瑩は総指揮官として軍を率いて、これも撃破し勲一等の円形壁上功臣に録され、典理判書に就いた。1363年、紅巾軍の侵攻などにつけこみ権力を握った反逆者を滅ぼし、盡忠奮義佐命功臣一等となり、賛成事に至った。元は高麗の態度を不遜だとし、反元の王を廃し、王の叔父である徳興君を王位に就かせようとしたが、高麗は断固としてこの要求を拒んだ。1364年、元は高麗の反逆者崔儒に元兵1万を授けて高麗に侵攻させたが、崔瑩ら率いる高麗軍に国境近くで殲滅されたので恭愍王の復位を容認し、崔儒を高麗に送還した。これにより高麗は元の干渉からほぼ完全に脱することに成功した。しかし、南方の済州島では元の残党（モンゴル系牧子、牧胡ともいう）が度々、反乱を起こしていたため、崔瑩は340隻、2万5600の大軍で反乱を制圧し、捕虜は容赦なく殺害した。崔瑩による討伐以降、ようやく済州島の郡県化が進んだ。乱の平定後、崔瑩は判三司事に就いた。また、倭寇と1376年に鴻山、1377年に西江、1378年に昇天府で戦い大勝した。崔瑩は1376年の戦いの後に鉄原府院君と称され、1378年の戦いの後は安社功臣の号を受けた。

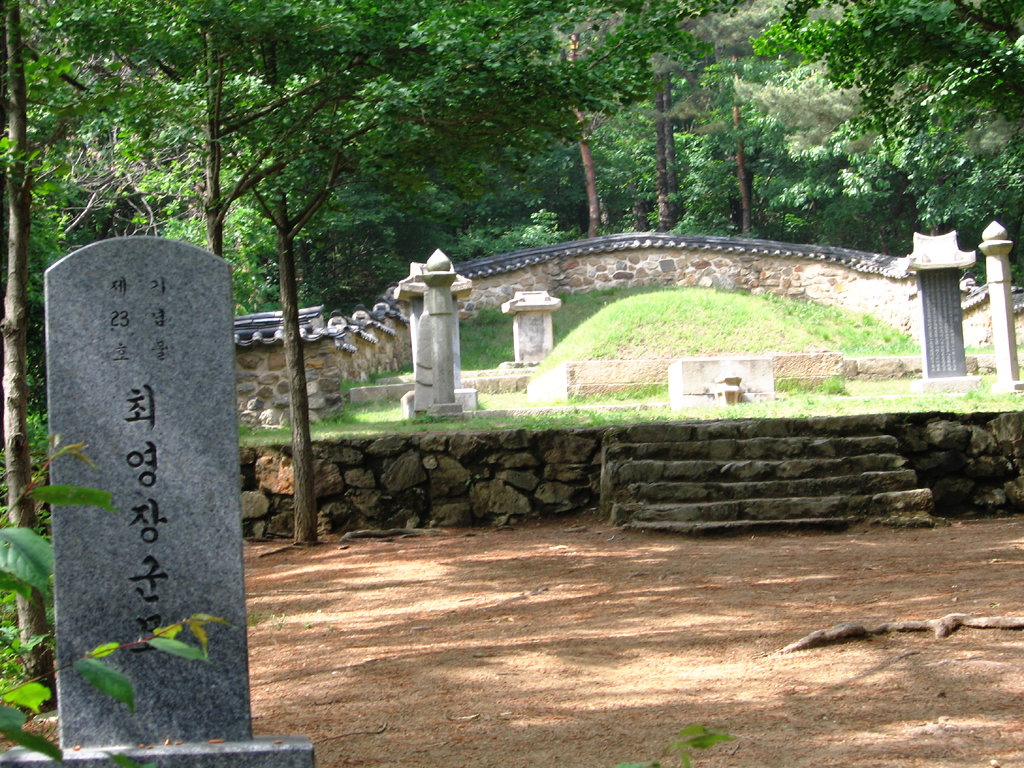
崔瑩の墓

モンゴルの干渉から脱したのも束の間、中国を統一した明は1388年、高麗領である鉄嶺以北の割譲を一方的に通告してきたため、高麗第三十二代国王王禑と崔瑩は遼東地域を支配下に置くことで明の圧力を退けようと計画した。崔瑩は総司令官に任命され王禑と下で開京から指揮をし、李成桂・曹敏修が前線指揮を担った。李成桂はこの遠征に反対（詳細は李成桂の項目を参照）していたが、王禑は崔瑩の意見に従い、反対論を無視し遠征を開始した。1388年5月、遠征軍は鴨緑江河口の威化島に到達したが、大雨による増水で河を渡ることが出来ず、日が経つにつれて逃亡する兵士が後を絶たず、食糧の補給も困難になった。このような状況を理由に李成桂は撤退を要求したが、これも認められなかったため、李成桂は独自に撤退を開始した（威化島回軍）。崔瑩は回軍の報せを受けると、抵抗軍を組織しようとしたが集まる者は殆どいなかった。回軍が民に歓迎されていたのとは対照的に高麗王朝は既に民の支持を失っていたのである。崔瑩は捕えられて流刑に処され、直後に処刑された。崔瑩は死の直前、「自身に少しでも私心があれば墓に草が生えるだろが、そうでなければ草は生えぬ」と言い残した。そのためか、崔瑩の墓には草が一切生えなかったと伝えられている。また、崔瑩の死の瞬間が潔いことに李成桂は「（崔瑩を殺したのは）本心ではない」と述べ、朝鮮王朝建国後、崔瑩の「罪」を消し「武愍」という諡を与えた。朝鮮時代に編纂され、李成桂の立場で書かれている『高麗史』、『太祖実録』において、辛旽・王禑は「反逆列伝」に、李成桂と共に回軍した曹敏修は、回軍後の李成桂との権力闘争に敗れたため「奸臣（裏切り者）列伝」にそれぞれ収録されているが、崔瑩は正規の「列伝」に収録されている。少しでも汚点があれば非難・攻撃される立場であったにもかかわらず、崔瑩の人となりを表す言葉に「黄金宝石は石の如く扱え（実力のある人ほど栄光栄華から遠い）」という格言が当てられ、「剛直にして忠臣、なおかつ清廉」という最上級の評価をなされている。

## 崔瑩に関連するもの
- 崔瑩将軍祀堂 - 崔瑩を祀るために建てられた祀堂[12]。中部の巫俗信仰において人物神として祀られている[12]。
- 李舜臣級駆逐艦の6番艦「崔瑩」の艦名は彼に由来している。